# Emanuel Joseph Lefebvre
Emanuel Joseph Lefebvre (?, 13 maart 1772 - Antwerpen 1828) was de eerste burgemeester (maire) van Maastricht (1800-1801) tijdens de Franse tijd.

## Biografische schets
Emanuel Joseph Lefebvre was de zoon van de rentenier Guillaume Lefebvre en Jacobine Anna Reintjes. Hij was notaris (1795-1811), gemeenteambtenaar (1798-1799) en lid van het Bureau de Bienfaisance (bureau van weldadigheid).
In 1800 werd hij burgemeester van Maastricht. Zijn voorgangers bestuurden gezamenlijk (een Brabantse en een Luikse burgemeester) volgens de oude structuur van de tweeherigheid van Maastricht.
Na zijn ontslag als burgemeester vertrok bij in 1811 naar Antwerpen.